# Mariaposching
Mariaposching – miejscowość i gmina w Niemczech, w kraju związkowym Bawaria, w rejencji Dolna Bawaria, w regionie Donau-Wald, w powiecie Straubing-Bogen, wchodzi w skład wspólnoty administracyjnej Schwarzach. Leży w Lesie Bawarskim, około 18 km na południowy wschód od Straubingu, nad Dunajem.

## Dzielnice
W skład gminy wchodzą następujące dzielnice: Mariaposching Loham, Hundldorf, Breitenhausen i Fahrndorf.

## Demografia
| Rok  | Liczba mieszk. |
| ---- | -------------- |
| 1970 | 1189           |
| 1987 | 1236           |
| 2000 | 1332           |

## Oświata
(na 1999)

W gminie znajduje się 50 miejsc przedszkolnych (51 dzieci).